# 卢森堡公爵弗朗索瓦·亨利·德·蒙莫朗西
弗朗索瓦·亨利·德·蒙莫朗西，皮内公爵，又称卢森堡公爵（François Henri de Montmorency, Duke of Piney, called Luxembourg；1628年1月8日—1695年1月4日），路易十四时代著名指挥官，法国元帅和大孔代的继任者。在大同盟戰爭中多次以少勝多擊敗聯軍，因繳獲的軍旗極多，故得到布商這個綽號。

## 早期
弗朗索瓦·亨利·德·蒙莫朗西出生在巴黎。他的父亲布特维尔伯爵在他出生的前六个月与伯夫龙侯爵决斗时杀死对手而被处死，他的姑姑夏洛特·玛格丽特·德·蒙莫朗西是孔代亲王妃，弗朗索瓦由她抚养长大，与她的儿子昂吉安公爵（大孔代）一起接受教育。年轻的蒙莫朗西(或称布特维尔Bouteville)跟随他的表兄在投石党乱中征战，分享了孔代的成功和失败。1659年获得赦免，他与孔代一起回国，与卢森堡女公爵玛德琳-夏绿蒂·德·克莱蒙-滕内尔结婚，继而于1661年获取卢森堡公爵称号，并获封为法国贵族。

## 卢森堡作为将军

### 权力转移战争和法荷战争
权力转移战争(1667 - 68)爆发后，卢森堡公爵担任孔代亲王的中将，随孔代出征弗朗什-孔泰（Franche-Comté）。在四年的和平之后，1672年法荷战争爆发，被指派指挥科隆主教的军队，参与入侵尼德兰。7月被阻与格罗根宁一线，他在乌德勒支建立基地。冬春之季着手对莱顿和海牙发起攻势，但冰雪突然解冻，奥伦治的威廉三世反攻时，以出色的退却闻名。
1674年8月11日，与孔代在瑟内夫并肩发动攻势。1675年7月蒂雷納子爵在与神圣罗马帝国大元帅拉依蒙多·蒙特库科利会战前夕被砲彈擊中身亡，他与另外7人同日晋升法国元帅。1676年受命接替退休的孔代指挥莱茵方面军，但与奥伦治的威廉三世进行的持久机动战中，为取得战果，1678年8月圣但尼会战击退威廉，但损失惨重。1679年以亵渎圣灵和行使巫术罪名入巴士底狱，次年因指控无效被放逐。1681年经孔代调解后被召回，任国王侍卫队长。

### 大同盟战争 1688-97
1690年大同盟战争期间，卢森堡公爵被路易十四委托替代于米埃尔公爵路易·德·克勒旺指挥西属尼德兰的法军，1690年7月1日，在弗勒呂斯（今比利时纳慕尔西）面对奥伦治的威廉三世的英、西、德联军的坚固防御，卢森堡发动大胆的进攻。首先从正面发起攻击，然后派骑兵从侧翼包抄敌阵，并亲自率一侧骑兵奔袭，同时命炮兵作火力支援。这种全方位不断打击，只經历三次敌阵就乱方寸，退出阵地。此役，法军只损失3,600人，同盟军则死傷12,000人，被俘9000人，丢弃火炮48门。
在以后的3年中，他仍然在西属尼德兰境内作战。赢得常胜将军的荣誉。1691年4月强击占领蒙斯。1691年9月18日获得勒兹战役的胜利，尔后在1692年第一次那慕尔会战中担任掩护任务、直至占领那慕尔，8月3日在斯滕凯尔克戰役击溃威廉三世，缴获10门大炮、次年7月29日内尔温登戰役强攻威廉三世筑有战壕的阵地，在三次攻击失败后，他的骑兵终于在第四次突破对方防御，粉碎同盟军队并缴获91门大炮中的84门。1694年，在弗兰德取得对威廉三世最后一次作战胜利，是年凯旋巴黎。

## 去世
隨後他因为在冬天生病而返回凡尔赛，1695年1月4日卒于凡尔赛。
卢森堡公爵元帅瘦小，驼背，是大孔代积极作战战术的忠实信徒。尽管他得到国防大臣卢福瓦侯爵的大力支持，但路易十四从来没有信任过他，这不仅是对卢森堡在投石党运动中曾經反叛过他耿耿于怀，同时还因為注意到他放荡的私生活。在大同盟战争（1688-1697年）中，卢森堡取得一系列胜利后，将很多缴获的军旗和旗标送到巴黎挂在大教堂上，以致孔代亲王称卢森堡是我们夫人的布商。他是一位技术娴熟但谨慎的战略家，也是一位大胆的战术家，他在弗鲁斯实施的机动战堪称杰作。
他留下四个儿子，最小的儿子克里斯蒂安·路易·德·蒙莫朗西-卢森堡也是法国元帅。

## 婚姻和孩子
弗朗索瓦·亨利·德·蒙莫朗西1661年3月17日与卢森堡女公爵玛德琳·德·克莱蒙-滕内尔（Madeleine de Clermont-Tonnerre, duchess of Luxembourg, 丹格里女亲王princess of Tingry, 利格尼女伯爵comtess of Ligny, 丹古女男爵baronness of Dangu）结婚，有5个孩子:
- 夏尔·弗雷德里克·德·蒙莫朗西-卢森堡（Charles Frédéric de Montmorency-Luxembourg） (1662–1726), 皮内-卢森堡公爵（duc de Piney-Luxembourg）, 夏尔二世·弗雷德里克之父 (1702–1764) 法国元帅 (1757) ;
- 皮埃尔·亨利·德·蒙莫朗西-卢森堡（Pierre Henri de Montmorency-Luxembourg） (1663–1700), Saint-Michel d'Orcamp修道院院长 ;
- 保罗·西吉斯蒙·德·蒙莫朗西-卢森堡（Paul Sigismond de Montmorency-Luxembourg） (1664-?), 沙蒂永公爵、卢克斯伯爵和阿普勒蒙男爵（duc de Châtillon, comte de Luxe and baron d'Apremont） ;
- 安吉丽克-克妮岡蒂·德·蒙莫朗西-卢森堡（Angelique Cunegonde de Montmorency-Luxembourg） (1666–1736), mademoiselle  de Luxembourg ; 嫁给路易·德·波旁的私生子路易·亨利·德·波旁 (苏瓦松庶子), 育有两个孩子;
- 克里斯蒂安·路易·德·蒙莫朗西-卢森堡 (1675–1746), 丹格里亲王（prince de Tingry）, 卢克斯伯爵（comte de Luxe）, 法国贵族（pair de France）, 法国元帅 (1734).